# مسجد الحاج بيادا
مسجد الحاج بيادا ḤĀJI PIĀDA أو مسجد نوح قنباد ( (بالفارسية: مسجد نُه‌گنبد) «مسجد التسع قباب») هو مسجد مبنيّ على الطراز الساماني في مقاطعة بلخ شمال أفغانستان، وقد بُني في القرن التاسع ويُعتقد أنه أقدم مبنى إسلامي في البلاد. يشير التأريخ الكربوني الذي تم إجراؤه في أوائل عام 2017 بالإضافة إلى المصادر التاريخية إلى أنه ربما تم بناؤه في وقت مبكر من عام 794. بني على أنقاض دير بوذي.
تم إدراج الموقع في قائمة مراقبة الآثار العالمية لعام 2006 الخاصة بالصندوق العالمي للآثار والتراث والتي تضم أكثر من 100 موقع معرض للخطر.

## الوصف
تصل أبعاد القبر إلى 20 × 20 مترًا، الجدران الخارجية عبارة عن طوب لبن، ينقسم الداخل إلى تسعة خلجان كل منها مغطاة في الأصل بقبة. تُزيَّن الأعمدة والأقواس التي تقسم الخلجان بزخارف جصية منحوتة بعمق لتصور مجموعة متنوعة من التصاميم يمكن مقارنتها من الناحية الأسلوبية بالزخرفة العباسية في بلاد ما بين النهرين.
في العصر الحديث يزور الحجاج قبر القديس الغامض «الحاج بيادا» الذي دُفن هناك أيضًا في القرن الخامس عشر.

## إعادة بناء الموقع
انهار الموقع وتضرر تدريجياً بسبب شيخوخة الهيكل والكوارث الطبيعية مثل الزلزال، ومن بين 9 قباب في الهيكل السابق بقي 4 فقط بأقواس متصلة. السمة الأمامية للأقواس متضررة جزئياً، وفي وقت لاحق أعيد بناؤها. في عام 2006 -بناءً على طلب من السلطات الأفغانية واليونسكو ودافا (الوفد الأثري الفرنسي في أفغانستان)- قام فريق من الخبراء وممثل صندوق الآغا خان للثقافة بزيارة هذا المكان. في عام 2009 بُدِئت صيانة الموقع بناءً على طلب صندوق الآغا خان للثقافة وبتمويل من السفارة الأمريكية في كابول بأفغانستان. وأثناء إعادة الإعمار كان هناك العديد من الباحثين المؤرخين من جامعة فلورنسا بإيطاليا للتنسيق بين فريق إعادة الإعمار من أجل تحسين العملية. انتهت المرحلة الأولى من العمل في عام 2011، وأثناء المشروع بُنِي سقف معدني مؤقت أكبر لحماية الموقع من المطر والرياح والكوارث الطبيعية الأخرى.